# 謝爾蓋·納雷什金
謝爾蓋·葉夫根尼耶維奇·納雷什金（俄语：Серге́й Евге́ньевич Нары́шкин，羅馬化：Sergey Yevgenyevich Naryshkin，發音：[sʲɪrˈɡʲej jɪˈvɡʲenʲɪvʲɪtɕ nɐˈrɨʂkʲɪn]；1954年10月27日—），俄羅斯商人、政治人物。曾擔任國家杜馬主席一職。現任對外情報局局長。